# Благодійний фонд «Дарничани»
Благодійний фонд «Дарничани» — неприбуткова організація, що спрямовує свої зусилля на допомогу найбільш вразливим верствам населення Києва, зокрема, Фонд забезпечує товарами першої потреби літніх людей, людей з обмеженими можливостями, вагітних жінок та жінок з дітьми.

## Історія
Благодійний фонд «Дарничани» був засновний у 2017 році Г. Маленком (голова правління), Д. Черкашином, М. Клименко, О. Байковим та О. Тургановим.
У травні 2022 року благодійний фонд запустив проєкт, «Україна — велика родина», що спрямований на пошуку та підключенні спонсорів із США та інших країн світу для допомоги українським багатодітним родинам, які постраждали в наслідок російського вторгнення.
У грудні 2022 року за ініціативи засновника Фонду «Дарничани», Київ і Тайвань підписали меморандум про взаєморозуміння щодо допомоги столиці України в придбанні дизельних електрогенераторів за сприяння пожертви Міністерства закордонних справ Тайваню. Меморандум був підписаний міністром МЗС Джозефом Ву, мером Києва Віталієм Кличком та Григорієм Маленком та передбачає, що Фонд «Дарничани» отримає від Китайської республіки 1 млн доларів США для придбання та передачі на баланс міста альтернативних джерел живлення.
У січні 2023 були отримані два генератори потужністю 300-800 кВт, та передані «Київтеплоенерго», щоб використовувати для живлення міських котелень у разі відсутності електроенергії.
У червні 2023 для матеріального резерву на випадок надзвичайної ситуації Фонд передав для Дарницького управління ДСНС та закладів освіти рятувальні жилети.

## Діяльність
Фонд працює над забезпеченням необхідними продуктами особам, які потребують особливої підтримки, таким як літні люди, особи з обмеженими можливостями, вагітні жінки та жінки з дітьми. Організація надає допомогу, яка містити наступні аспекти:
- Забезпечення продовольством: Фонд "Дарничани" забезпечує вразливі верстви населення необхідними харчовими продуктами. Ця допомога стосується осіб, які не мають можливості самостійно придбати продукти або не можуть здійснити похід до магазину. Фонд забезпечує доступ до питної води та надає продуктові набори, які мають задовольнити основні потреби у харчуванні.

- Медична допомога: Організація також надає допомогу у забезпеченні ліками першої потреби, які є важкодоступними у міських аптеках. Це допомога стосується людей, які знаходяться у вразливому стані та потребують невідкладної медичної допомоги.

- Товари першої потреби: Фонд забезпечує людей товарами першої потреби, які можуть бути недоступними через аварійні ситуації або відсутність у районі магазинів що працюють. Це дозволяє забезпечити основні потреби людей, які опинилися у складних умовах та постраждали через російсько-українську війну.